# Gerda Sengstbratl
Gerda Sengstbratl (* 21. April 1960 in St. Georgen am Walde) ist eine österreichische Autorin. Sie hat eine Reihe von Romanen, Reiseberichten und Aufsätzen in Anthologien zu feministischen Themen veröffentlicht.

## Leben
Gerda Sengstbratl wuchs im Mühlviertel auf.
Sie studierte 1979–1984 Anglistik/Amerikanistik und Romanistik an der Universität Salzburg. 1992/93 verbrachte sie ein Studienjahr an der North Carolina State University (Schwerpunkte: Holocaust und Afrikanisch-Amerikanische Autorinnen). 1984/85 arbeitete sie als Assistentin für Deutsche Sprache in Bordeaux/Frankreich.
Sengstbratl lebt und arbeitet in Klosterneuburg und ist verheiratet.

## Veröffentlichungen
Prosa
- Jenseits der eigenen Hände. Roman in lyrischer Prosa. Verlag Bibliothek der Provinz, 2007, ISBN 978-3-85252-771-0.
- Einer ist hier schon verrückt geworden. Verlag Bibliothek der Provinz, 2010, ISBN 978-3-900000-69-1.
- Wunderl. Marta Press, Hamburg, 2014, ISBN 978-3-944442-10-5.
- Gelbes Rauschen Bauschen – Oma Thekla hinterher. Verlag Bibliothek der Provinz, 2017, ISBN 978-3-99028-691-3.
- Afrika – Anläufe, Anreisen, Verlag Bibliothek der Provinz. erscheint 2022, ISBN 978-3-99126-038-7.

Kurzprosa und Erzählungen
- Rinnen, rinnen. In: Ruth Aspöck (Hrsg.): Brücken, Ufer, Flüsse. Verlag Die Donau hinunter, 2004, ISBN 978-3-901233-27-2.
- Cover und Zeichnungen. In: Petra Ganglbauer: Glöckchen. Nachtprogramm. Das fröhliche wohnzimmer – edition, 2005, ISBN 3-900956-78-2.
- Comme des Garcons Nr. 2, Leere Zettel, Enthaarungscreme, Flugticket und Schwangerschaftstest. In: Gabriele Buch, Gerda Sengstbratl, Irene Wondratsch (Hrsg.): Lippenstift und Notfalltropfen – ein Handtaschenbuch. Oktober Verlag, Münster 2008, ISBN 3-938568-61-5.
- Einmal auslöschen. In: Karin Ballauff, Petra Ganglbauer, Gertrude Moser-Wagner (Hrsg.): Veza Canetti lebt – Sozialkritische Literatur zeitgenössischer Autorinnen. Promedia, 2013, ISBN 978-3-85371-359-4.
- Der Atem von Hasen im Schlaf. In: Zita Eder, Karl Hackl (Hrsg.): AlmA. Anthologie. Sozialfestival ‚Tu was, dann tut sich was’, 2015, ISBN 978-3-200-03965-0.
- Vagina á la Jetery – Im Mund schlafen Sätze. In: Wir sind Frauen. Wir sind viele. Wir haben die Schnauze voll. Texte zum Internationalen Frauentag, Hrsg. v. Helga Pregesbauer und Isabella Breier, Edition fabrik. Transit. Wien, 2016, ISBN 978-3-9504068-0-1.
- Mein Geburtstag aus Pompons ist ein Fliedertag. In: Helga Pregesbauer (Hrsg.): Frauentagsbuch Drei. Edition fabrik. Transit, Wien 2017, ISBN 978-3-9504423-5-9.
- Stimmen im Apfelbaum. In: Helga Pregesbauer, Eleonore Weber (Hrsg.): Corona. Eine Anthologie. Edition fabrik. Transit, Wien 2021, ISBN 978-3-903267-26-8.

Sachbuchartikel
- „Schleich dich, du hurige Schlampe!“ – Verbale Gewalt von Buben gegen Mädchen – ein Bericht aus der schulischen Praxis. In: IDE (Informationen zur Deutschdidaktik), Sprache und Sexualität, 2/96, S. 88f.
- Freiheit ist mir sehr sehr wichtig … Die Mädchen-KoKoKo-Stunden (Kommunikation, Kooperation und Konfliktlösung) einer Klasse als Methode der Gewaltprävention und Mädchenstärkung in der Schule. In: Mechthild von Lutzau (Hrsg.): Frauenkreativität Macht Schule. Deutscher Studien Verlag, Weinheim 1998, S. 264–271. ISBN 389271763X.
- Die Mädchen KOKOKO-Stunde – eine Methode zur Mädchenstärkung und Gewaltprävention. BMuK-Studie zur geschlechtssensiblen Lernkultur, Amedia Verlag, Wien 1999.
- Was Eltern sich wünschen. In: Richard Stockhammer (Hrsg.): Niemand lernt so wie ich Eine Reise durch österreichische Lernlandschaften. Studienverlag, 2011, S. 201. ISBN 978-3-7065-1458-3.
- Stimmen zum Schwingen bringen. In: Richard Stockhammer (Hrsg.): Niemand lernt so wie ich. Studienverlag, 2011, S. 265. ISBN 978-3-7065-1458-3.
- Unverblümt – Stimmen aus der österreichischen Schullandschaft. Interviews in Zusammenarbeit mit dem net-1 Projektbüro, In: Richard Stockhammer (Hrsg.): Niemand lernt so wie ich. Studienverlag, 2011, S. 264–283. ISBN 978-3-7065-1458-3.